# Jergón

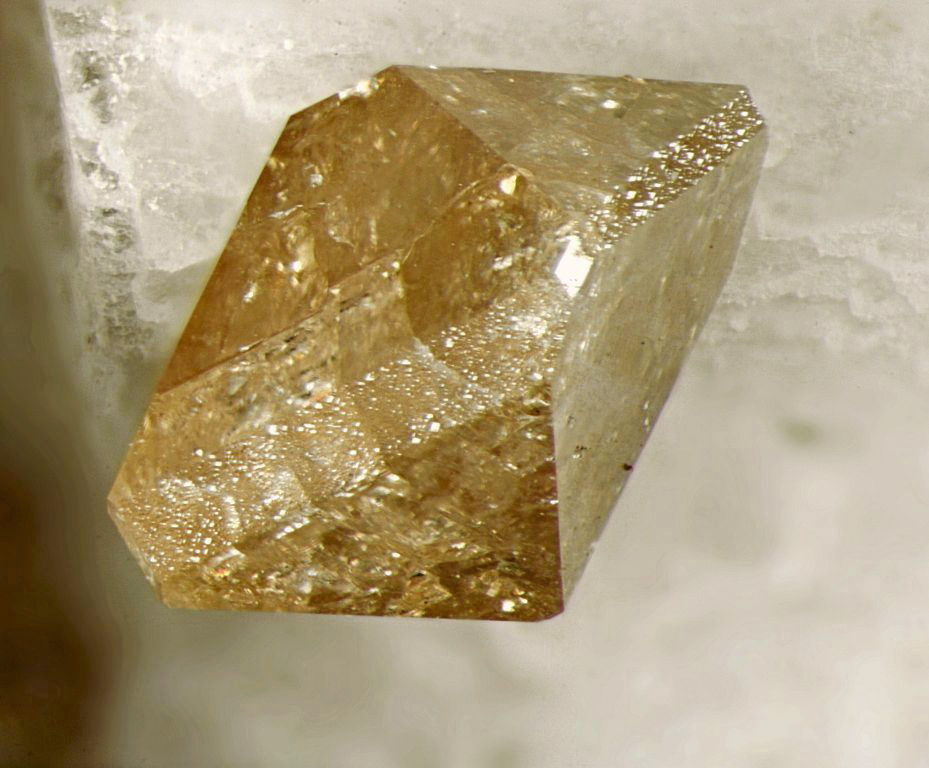
Jergón (FOV 3.0 x 2.4 mm) de Mont Saint-Hilaire, Canadá

El jergón es una piedra fina (que por su aspecto también es denominada circón amarillento, zirconia ahumada o antiguamente hiacinta; y en inglés jargoon, jargon, y ocasionalmente en escritos antiguos jargounce y jacounce) empleada en bisutería.
El nombre es utilizado por los gemólogos para designar aquellos zirconios adecuados para ser tallados como pedrería, pero que carecen del color rojo que caracteriza a las zirconias denominadas jacintos (jacinth en inglés). 
El nombre está relacionado con el vocablo persa zargun (zircon; zar-gun, "como el oro"). Algunas de las mejores hiacintas son verdes, otras marrones y amarillas, y algunas son incoloras. El material incoloro puede ser obtenido calentando ciertas piedras coloreadas. Cuando el zircón es calentado, a veces cambia de color, o incluso lo pierde, y al mismo tiempo normalmente aumenta en densidad y brillo.
Los denominados «diamantes de Matura», antiguamente procedentes de Matara (antiguamente, Matura), en Sri Lanka, eran zirconias decoloradas. El zircón tiene un fuerte poder refractivo, y su brillo es casi adamantino, pero carece del efecto refulgente del diamante. La densidad de la zirconia está sujeta a variaciones considerables en variedades diferentes; oscilando entre 3,982 y 4,705 g/cm3.
El jergón y la turmalina pueden ser confundidos a simple vista cuando son tallados como gemas, pero su distinta densidad (la turmalina solamente alcanza 3,103 g/cm3) permite distinguirlos fácilmente. Además, en la turmalina el dicroísmo está fuertemente marcado, mientras que en las zirconias es extraordinariamente débil. El índice de refracción de la zirconia también es mucho más alto que el de la turmalina.